# Guerra civil de Sri Lanka
La guerra civil de Sri Lanka fue una guerra civil y étnica en el país insular de Sri Lanka. Desde 1983 hasta 2009 hubo una lucha esporádica, la mayoría entre el gobierno y los tigres tamiles, un grupo militar separatista. Organizaciones de la etnia tamil en el norte y este del país pelearon contra lo que a su percepción era una discriminación de la mayoría, perteneciente a la etnia cingalesa, y finalmente pidieron la creación de un Estado independiente y exclusivo para ellos. Con el tiempo, la organización terrorista Tigres de Liberación del Eelam Tamil (LTTE) eliminó a todos sus rivales moderados y tomó el control completo del norte y el este de Sri Lanka, agrediendo a su propia gente y llevando consigo una campaña de terror a la isla y más allá. Los Tigres luchaban para crear un estado tamil independiente que se llamaría "Tamil Eelam" en el Norte y Este del país. Los Estados Unidos y la Unión Europea lo consideraban un grupo terrorista.
Mientras tanto, líderes estrictos del gobierno de Sri Lanka agravaron el problema con su enfoque de cero tolerancia. Mucha gente fue torturada, mientras los periodistas que criticaban al gobierno y otros oponentes fueron asesinados. Cuando un grupo de jóvenes nacionalistas de izquierda, llamado Janatha Vimukthi Peramuna, organizó un levantamiento en el sur del país, más de 30 mil personas “desaparecieron” en manos del gobierno.
En el 2005 el candidato Mahinda Rajapaksa fue elegido presidente. Estaba determinado a acabar militarmente con la guerra civil y bajo su mandato hubo asaltos brutales a las zonas donde se encontraban los miembros del grupo guerrillero tamil.
Se estima que unas 80 a 100 mil personas perdieron la vida durante el conflicto. También ha causado gran daño a la economía y a la población.
La organización Tigres de la Liberación Tamil Eelam fue derrotada el 17 de mayo de 2009 y su líder (Velupillai Prabhakaran) muerto en combate.

## Origen
Las principales causas del conflicto en la isla fueron la exclusión social, política y cultural del pueblo Tamil, que causó un descontento general entre sus miembros. Esta situación llevó a la creación de la organización Tigres de Liberación del Eelam Tamil, que buscaban la separación de la región norte de la isla, donde se concentraban la gran mayoría de sus miembros, con el objetivo de crear un Estado propio.
Durante el gobierno británico de Sri Lanka (entonces Ceilán) entre 1796 y 1948, llegaron a la isla cerca de un millón de tamiles desde la India con el apoyo de los funcionarios británicos. Los tamiles fueron traídos para trabajar en las plantaciones que se estaban estableciendo con fines comerciales en la isla, donde se cultivaban productos como el café, el caucho y el té. Con la llegada de la población tamil, la administración colonial estableció escuelas en lengua tamil en el norte de la isla y designaron a tamiles preferentemente para los puesto administrativos, lo que causó la indignación de los cingaleses nativos.
Con la independencia del país en 1948, la mayoría cingalesa pasó a dominar las instituciones del nuevo Estado, aprobando leyes que discriminaban a los tamiles. Se declaró el cingalés como idioma oficial exclusivo en todo el país, lo que provocó la expulsión de los tamiles de la administración estatal. Finalmente, la Ley de Ciudadanía aprobada ese mismo año retiró la ciudadanía a todos los tamiles en la isla, convirtiendo a los 700.000 tamiles que residían en Sri Lanka en apátridas. Esta nueva situación produjo importantes disturbios en los años siguientes, que desembocarían en 1983, en el estallido de la guerra civil.

## Desarrollo

### Primera Guerra del Eelam (1983-1990)
La guerra comenzó con la muerte de 13 militares por parte de los Tigres de Tamil, lo que provocó la reacción violenta de los cingaleses por todo el país. Entre 2500 y 3000 tamiles fueron asesinados y otros miles más huyeron a regiones de mayoría tamil. Ante esta situación, los Tigres de Tamil declararon la guerra con el objetivo de crear un Estado independiente en el norte de la isla, llamado Eelam. En un principio, los Tigres de Tamil dirigieron sus ataques contra las facciones rivales del movimiento por la independencia tamil, consolidando su predominio en el movimiento separatista en 1986.
El gobierno de Sri Lanka intentó dar fin al conflicto mediante el anuncio de reformas que permitieran una mayor autonomía a la región tamil. Aunque algunos sectores independentistas abandonaron la lucha armada tras la promesa de autogobierno, los Tigres de Tamil mantuvieron la lucha armada. En 1985 se iniciaron contactos entre el gobierno y los rebeldes, pero fracasaron por la situación de caos que se vivía en la isla. En 1987, el presidente del país, Junius Jayewardene y el primer ministro indio Rajiv Gandhi firmaron un pacto mediante el cual Jayewardene acepta otorgar la autonomía a los tamiles y reconocer el tamil como lengua oficial, mientras que Gandhi mantendría un contingente de fuerzas de paz en el norte de la isla. Sin embargo, este acuerdo acrecentó el conflicto, debido a la oposición de los habitantes del país a la presencia de militares indios. Los servicios secretos y el ejército indios consideraron que la manera más eficaz de evitar una revuelta separatista tamil en la India era mantener divididos a los grupos armados independentistas. Por esa razón, otorgaron apoyo logístico a los diferentes grupos armados, incluidos los Tigres de Tamil.
Durante la Primera Guerra del Eelam, los rebeldes tamiles llevaron a cabo una exitosa guerra de guerrillas contra las tropas indias, mientras que en la India el conflicto iba haciéndose más impopular, especialmente en el estado de Tamil Nadu, habitado por tamiles. El gobierno de Sri Lanka se enfrentó a una revuelta organizada por el Janatha Vimukthi Peramuna, un partido comunista de Sri Lanka, entre 1987 y 1989. En mayo de 1990, el presidente de Sri Lanka, Ranasinghe Premadasa, obligó al gobierno indio a retirar sus tropas, ante la negativa de los Tigres Tamiles a desarmarse. 

### Segunda Guerra del Eelam (1990-1994)
Con la retirada de las tropas de paz indias, los Tigres Tamiles declararon la Segunda Guerra del Eelam, aprovechando la debilidad del ejército cingalés por su lucha contra el Janatha Vimukthi Peramuna. Además, las otras guerrillas independentistas habían sido derrotadas o se habían fusionado con los Tigres Tamiles, dándoles la hegemonía del movimiento independentista. 
Los Tigres Tamiles realizaron una campaña de terror cuyas principales acciones fueron el asesinato del primer ministro indio Rajiv Gandhi en 1991, cuando realizaba su campaña para las elecciones de ese año en el estado de Tamil Nadu, y el asesinato del presidente de Sri Lanka, Ranasinghe Premadasa, en 1993. Esta campaña de terror, que incluía el desplazamiento forzado de más de 50000 musulmanes de la península de Jaffna, puso bajo control de los Tigres de Tamil el norte de la isla, quienes instauraron su propio gobierno.

### Tercera Guerra del Eelam (1994-2006)
Con el fracaso de las negociaciones de paz entre el gobierno de Sri Lanka y los Tigres de Tamil, los últimos realizaron un ataque a dos botes patrulleros de la armada cingalesa, que reanudó el conflicto armado. Las fuerzas armadas de Sri Lanka intentaron tomar el control de la península de Jaffna, acción respondida por parte de los Tigres de Tamil mediante atentados terroristas, mayoritariamente suicidas, hacia bancos, oficinas y espacios religiosos de todo el país. La extensión del conflicto a toda la isla llevó a que los Tigres de Tamil fueran considerados una organización terrorista, lo que afectó a su financiación extranjera.
Con el fracaso de las negociaciones de paz iniciadas en 2002, en 2003 se recrudecieron los ataques de los Tigres Tamiles, aunque más debilitados por las luchas internas. En 2004, un cisma en la organización provocó la pérdida de control sobre la zona norte y este del Tamil Eelam. El 12 de agosto de 2005, el asesinato del Ministro de Asuntos Exteriores de Sri Lanka, Lakshman Kadirgamar, que era de etnia tamil y crítico con las tácticas de los Tigres de Tamil, provocó una pérdida de prestigio internacional.

### Proceso de paz (2002)
Entre 2002 y 2003, el gobierno de Sri Lanka y los Tigres Tamiles negociaron altos al fuego y firmaron un Memorando de Entendimiento gracias a la mediación de Noruega. En el Memorando de Entendimiento, se pactó un sistema federal, frente al Estado independiente que defendían los Tigres Tamiles en un principio y se reanudó el tráfico aéreo entre Jaffna y el resto del país. Sin embargo, el tratado fue violado poco después, cuando los Tigres Tamiles declararon su control sobre el norte del país y el gobierno de Sri Lanka declaró el estado emergencia. 

### Regreso de las hostilidades y cuarta guerra del Eelam (2006-2009)
El fracaso de las conversaciones de paz de octubre de 2006 realizadas en Ginebra, llevó al gobierno de Sri Lanka a realizar una ofensiva masiva contra los rebeldes tamiles. Entre el 2007 y el 2009, decenas de miles de civiles murieron atrapados entre el ejército y los rebeldes, dejando pueblos enteros deshabitados y en ruinas. El gobierno ignoró las llamadas al cese del fuego por parte de los rebeldes tamiles y las demandas de las organizaciones humanitarias que pedían el cese de los ataques por el elevado número de muertes.

### Fin de la guerra
El 17 de mayo de 2009, el ejército de Sri Lanka recuperó los territorios controlados por los Tigres Tamiles. Al día siguiente, el ejército de Sri Lanka anunció el fin de los ataques y la "derrota total" de los Tigres Tamiles, tras la muerte de su fundador y líder, Velupillai Prabhakaran, cuando intentaba huir de la zona de combate.

## Impacto y consecuencias
Con el fin de la guerra, los organismos internacionales empezaron a realizar investigaciones sobre las violaciones de derechos humanos cometidas por los dos bandos enfrentados durante los 25 años de guerra. El Consejo de Derechos Humanos de las Naciones Unidas acusó al gobierno de Rajapaksa de intimidar a funcionarios para impedir que colaboraran con la investigación. El CDH ha pedido al gobierno del país realizar una investigación transparente de los hechos ocurridos durante la guerra, algo a lo que se ha negado constantemente. 
Se calcula que unas 60000 personas fallecieron o desaparecieron y más de un millón fueron forzadas a desplazarse durante el conflicto. El coste económico se estima en más de 180 billones de dólares, entre destrucción de infraestructuras, pérdida de inversiones extranjeras y compra de armamento. Se estima que hay más de un millón y medio de minas antipersona enterradas en las zonas más afectadas por la guerra.